# شريطي الذيل أحمر المنقار
شريطي الذيل أحمر المنقار (الاسم العلمي: Trochilus polytmus)، المعروف أيضًا باسم طائر الطبيب، ذو ذيل المقص أو الطائر الطنان ذو الذيل المقص، هو نوع من الطيور الطنانة في "الزمردية"، يتبع قبيلة Trochilini من فُصيلة Trochilinae. إنهُ مستوطن في جامايكا وهو الطائر الوطني للبلاد.